# 太田次郎
太田 次郎（おおた じろう、1925年(大正14年)12月26日 - 2018年7月7日）は、日本の生物学・植物学者。学位は、理学博士（東京大学・1960年）。お茶の水女子大学名誉教授。従三位勲二等瑞宝章。岳父は赤木正雄。

## 略歴
神奈川県横浜市生まれ。1948年東京帝国大学理学部植物学科卒業。1960年「粘菌類、変形体の原形質流動に関する研究」で東京大学より理学博士の学位を取得。東京大学大学院特別研究生、1952年お茶の水女子大学講師、助教授、1969年教授、1973 - 1976年東京工業大学教授併任、1976 - 1979年お茶大図書館長、1982 - 1984年理学部長、1985年同人間文化研究科長、1991年名誉教授、1992 - 1997年学長。1998年江戸川大学学長。2007年退職。
1979年放送文化基金賞受賞、2001年勲二等瑞宝章受章。従三位。

## 著書
- 『アメーバ 生命の原型を探る』日本放送出版協会 NHKブックス、1970
- 『細胞生物学』裳華房 基礎生物学選書、1971
- 『レジャーと微生物』大日本図書、1973
- 『人間の謎87項 生き残るための最新生物学』主婦と生活社 21世紀ブックス、1974
- 『教養の生物』裳華房、1975
- 『生命の不思議 生物三〇億年の謎をとくカギ』おはなし生物学 同文書院、1976
- 『細胞組織学 大学の生物学』裳華房、1978
- 『細胞を探る』東海大学出版会 東海科学選書、1980
- 『生と死の科学 ライフサイエンスノート1』日本工業新聞社 大手町ライフサイエンスブックス、1980
- 『文科の発想・理科の発想』講談社現代新書、1981
- 『細菌の科学』研成社 のぎへんのほん、1982
- 『「自分の時代」の自分の見つけ方 多様化時代に個人差をどう活かすか』PHP研究所、1982
- 『性と人間の未来 ライフサイエンスノート3』日本工業新聞社 大手町ライフサイエンスブックス、1982
- 『ヒトの生物学』裳華房、1982
- 『絵とき遺伝子工学入門』オーム社、1983
- 『生物学のことば』講談社、1983
- 『人間の生物学』放送大学教育振興会、1984 テレビ大学講座
- 『絵とき生化学入門』オーム社、1985
- 『細胞の科学 細胞生物学入門』裳華房 生命科学シリーズ、1985
- 『バランス感覚』講談社現代新書、1985
- 『入門バイオテクノロジー』日本経済新聞社 日経ハイテクシリーズ、1986
- 『細胞工場 生命の神秘はここまで解けた』読売新聞社 読売科学選書、1987
- 『おもしろ人間生物学ゼミナール からだがわかる自分がわかる』山海堂 アポロ・シリーズ、1988
- 『極限の生物たち どっこい、おいらは生きている』光文社カッパサイエンス、1988
- 『生物』医歯薬出版 歯科衛生士教本、1988
- 『細胞はどのように動くか』東京化学同人 科学のとびら、1989
- 『植物たちの「衣・食・住」学』同文書院、1989
- 『チョウは零下196度でも生きられる 生きものたちの驚異の超能力』PHP研究所、1990 のち文庫
- 『早すぎた二足歩行 だから、ヒトは頭痛もちになった』光文社カッパ・サイエンス、1991
- 『ヒトの神秘、遺伝の不思議 子はなぜ親に似るのか』芸文社、1993
- 『遺伝子のひらめき ここまでわかったDNAの不思議な世界』PHP研究所、1994
- 『生物学』講談社 バイオテクノロジーテキストシリーズ、1994
- 『細胞からみた生物学』裳華房、1997
- 『バイオサイエンス事典』朝倉書店、2002

### 共著
- 『植物学基本 大学課程』大槻虎男共著 養賢堂、1965
- 『基礎細胞学』修訂版 和田文吾、佐藤重平共著 裳華房、1968
- 『生物界の造形 走査電子顕微鏡写真集』坂口弘、紀本静雄共編 講談社、1971
- 『生物学小辞典』長野敬共編著 共立出版、1976
- 『絵ときバイオテクノロジー用語早わかり』室伏きみ子共著 オーム社、1984
- 『ヒトを中心とした遺伝学概論』尾本恵市共編 朝倉書店、1985
- 『絵とき細胞生物学入門』室伏きみ子共著 オーム社、1987
- 『生物学ハンドブック』清水碩、山口武雄、菊山榮、木村武二、石原勝敏、石和貞男、鈴木秀穂、有賀祐勝共編 朝倉書店、1987
- 『バイオテクノロジー用語事典』室伏きみ子共編 オーム社、1993

### 翻訳
- 『アシモフ選集 生物編 第1 生物学小史』共立出版、1969
- 『アシモフ選集 生物編 第3 人種とは』ウイリアム C.ボイド共著 共立出版、1969
- 『アシモフ選集 生物編 第4 生命の化合物』共立出版、1970
- サイエンティフィック・アメリカン編『子ザルの愛情 動物の行動をさぐる』監訳 日本経済新聞社、1971
- サイエンティフィック・アメリカン編『生物の調節と分化』清水碩共訳 共立出版、1971
- E.A.マーティン編『ライフサイエンス辞典』朝倉書店、1981 朝倉科学辞典シリーズ
- ボヒンスキー『現代生化学』監訳 オーム社、1985
- ジョン・M.リグルスワース編『バイオテクノロジー 研究技法と実際』監訳 オーム社、1985
- ロバート・W.ヘイ『生体無機化学』竹内敬人、室伏きみ子共訳 オーム社、1986
- ポール・シングルトン、ダイアナ・セインスベリ『微生物学・分子生物学辞典』監訳 朝倉書店、1997
- ダグラス＆グレン・コンシダイン編『科学・技術大百科事典』共監訳 朝倉書店、1999
- マイケル・タイン、マイケル・ヒックマン編『現代生物科学辞典』監訳 講談社、1999
- マーティン・ガードナー『インチキ科学の解読法 ついつい信じてしまうトンデモ学説』監訳 光文社、2004
- T.E.クレイトン編『分子生物学大百科事典』監訳 朝倉書店、2006